# 沖島 (敷設艦)
沖島（おきのしま）は、日本海軍の敷設艦（機雷敷設艦）。本艦に改良を加えた準同型艦に「津軽」がある。

## 概要
軍艦「沖島」は、日本海軍の4,000トン級敷設艦。ロンドン条約によって装甲巡洋艦2隻（阿蘇、常磐）の代艦として敷設艦の建造が認められ、2隻予算請求されたが1隻のみ成立、「阿蘇」の代艦として建造された。日本海軍が初めて建造した純粋な大型敷設艦であり、500個の6号機雷を搭載できた。条約により最大発揮速力は20ノット程度だが、司令部施設を備えカタパルト1基を装備（水上偵察機1機搭載）するなど、巡洋艦としての性格を持つ多用途艦である。
播磨造船所で建造され1936年（昭和11年）9月末に竣工。同年12月1日から新編成の第十二戦隊に所属。翌年より、第十二戦隊（沖島、神威、第28駆逐隊）は中部太平洋諸島の調査におもむく。つづいて日中戦争（支那事変）に投入され、陸軍部隊や物資の輸送で活躍した。
1940年（昭和15年）11月15日、新編の第十九戦隊（司令官志摩清英少将）に編入され、同戦隊旗艦となる。第四艦隊に所属し、中部太平洋諸島で行動した。1941年（昭和16年）12月8日の太平洋戦争開戦時、本艦は引き続き南洋部隊（指揮官井上成美海軍中将、第四艦隊司令長官）麾下の第十九戦隊に所属して、中部太平洋諸島や南東方面各地攻略作戦に参加。しかしソロモン諸島で行動中の1942年（昭和17年）5月11日、米潜水艦の魚雷攻撃により大破。翌5月12日にブカ島近辺で沈没した。

## 艦名
「沖島」の艦名は、日露戦争（日本海海戦）で日本軍に鹵獲されたアドミラル・ウシャコフ級海防戦艦「ゲネラル・アドミラル・アプラクシン（General Admiral Apraksin）」の日本海軍編入後の艦名「沖島」で使用されていた。海防艦「沖島」（初代）の艦名は、玄界灘に浮かぶ沖ノ島による。
初代「沖島」は1922年（大正11年）4月1日に除籍。本艦（敷設艦「沖島」）は、日本海軍の軍艦としては2代目となる。

## 艦型
敷設艦「沖島（II）」は日本海軍最初の純粋な大型敷設艦だが、ロンドン海軍軍縮条約の制限下で建造されたため備砲や速力に制限があった。当初の軍令部要求は基準排水量5,000英トン、速力20ノット、15.5cm砲4門、機銃4門以上、機雷500個以上、航続距離14ノットで5,000浬という規模だった。予算の都合上、艦型をなるべく小さくする必要があって基準排水量4,800英トンに抑え、主砲も14cm砲の在庫品を利用することになった。基本計画番号H4。この時点(友鶴事件前)での主要目は右表の通り。
起工直前に起きた友鶴事件により急遽設計をやり直し、船体を小型化するなど基準排水量4,470英トンでまとめられた。この時にボイラーを重油専焼とし、主砲を単装4門から連装2基への変更もされている。また電気溶接を広範囲に使用しているため第四艦隊事件後には構造の再検討が行われた。燃料搭載量の問題もあり(後述)、竣工時の基準排水量は4,000英トンになっていた。
船体はフラッシュ・デッキ型で、艦前部に大型の艦橋と三脚マストを備え、艦橋と煙突の間のシェルターデッキ上に四十口径三年式八糎高角砲（単装、片舷2門）と艦橋両舷の同甲板上に13mm連装機銃を設置。煙突後方にはカタパルト（呉式二号三型）とデリックを装備した大型の三脚マストがある。基準排水量4,500トン艦としては巨大なマストである。これはカタパルト上に九四式水上偵察機を搭載するクレーンの支基を兼ねているためである。水上機搭載数は1機のみ。
計画時は最上型軽巡洋艦と同様の15.5cm砲主砲の搭載を検討したが、予算の関係から日本海軍軽巡洋艦で標準的に採用されていた50口径三年式14cm砲となった。この14cm砲は軽巡洋艦「夕張」や迅鯨型潜水母艦2隻（迅鯨、長鯨）搭載と同型で、これを連装砲型とし、艦前部と艦後部に一基ずつ装備する。砲尾側は露出しており、密閉式ではない。敵駆逐艦と交戦し撃退することを念頭においていた。
本艦は500個の六号二型機雷を搭載可能で、艦橋と煙突の間の前後両舷4箇所に設けられた機雷搭載口から積み込んだ。艦内の中甲板に機雷格納所があり、艦前後の下甲板、船艙甲板にも機雷庫がある。この機雷格納所、機雷庫は輸送任務のための倉庫や海軍陸戦隊の待機所にも転用された。機雷の敷設は中甲板を艦尾へ伸びる2条の軌道で行う（航行時に艦尾の開口は扉で閉鎖される）。また上甲板にも軌道2条が設置されている。この他、爆雷22個と爆雷投射機1基を装備した。
重油搭載量は計画時に自艦用850トンと補給用200トンだったが、公試の結果は重油850トンに対する航続力が9,500カイリ/14ノットにも達し(計画は5,000カイリ/14ノット)、実際の搭載量は自艦用561トンと補給用360トンに改められた。

## 艦歴

### 建造
日本海軍（軍令部）は大正期の八八艦隊以降、大型敷設艦（速力25ノット、機雷500個搭載）を希望していたが、予算不足のため小型艦（厳島）しか建造できなかった。昭和初期、日本海軍は敷設艦として、浅間型装甲巡洋艦2番艦「常磐」（機雷敷設艦に改造済）、「勝力」（大正6年1月15日竣工、1,540トン）、急設網艦「白鷹」（昭和4年4月9日竣工。1,345トン）、「厳島」（昭和4年12月26日竣工、1,970トン）、「八重山」（昭和7年8月31日竣工、排水量1,135トン）を保有していた。
1930年（昭和5年）締結のロンドン軍縮条約において、日本海軍は旧式巡洋艦改造敷設艦2隻（阿蘇、常磐）の代艦建造を認められた。これにより、日本海軍は第一次補充計画（①計画）において敷設艦1隻を建造することになった。1934年（昭和9年）3月10日、日本海軍は神戸川崎造船所で建造予定の二等巡洋艦を『熊野』、播磨造船所で建造予定の敷設艦を『沖島』と命名した。
同日附で2隻（熊野、沖島）は艦艇類別等級表に記載される。基準排水量4,800トン艦として5月10日の起工を予定していたが、友鶴事件（3月12日発生）を経て設計を一部見直す。同年9月27日、本艦は播磨造船所（兵庫県）にて起工。
1935年（昭和10年）9月下旬、第四艦隊事件が発生したため、建造に用いられていた電気溶接部分の改善を行っている。11月15日、進水。沖島進水式には軍令部総長伏見宮博恭王と博恭王妃経子夫妻を筆頭に、多数の来賓が参列した。同日附で日本海軍は特務艦「青島」特務艦長佐藤波蔵大佐を沖島艤装員長に任命する。11月19日、播磨造船所に設置された沖島艤装員事務所は事務を開始する。
1936年（昭和11年）9月10日、艤装員事務所を沖島艦内に移転。9月30日、竣工した。佐藤大佐（沖島艤装員長）は沖島艦長（初代）となる。主な幹部は、副長板倉得止中佐、水雷長梶永慶次郎少佐、砲術長深見盛雄少佐、航海長西郡雄次大尉、通信長栗栖俊雄大尉、機関長松末元完機関少佐。横須賀鎮守府籍。

### 竣工後
1936年（昭和11年）12月1日、日本海軍は第三航空戦隊を改編して第十二戦隊を新編する。第十二戦隊の所属艦は、軍艦2隻（敷設艦〈沖島〉、水上機母艦〈神威〉）、第28駆逐隊の神風型駆逐艦2隻（夕凪、朝凪）。戸苅少将（第三航空戦隊司令官）は呉鎮守府参謀長へ転任。第十二戦隊司令官として宮田義一少将（海兵36期）と首席参謀小野田捨次郎中佐が着任。宮田少将は本艦に将旗を掲げた。小野田中佐の前職は軍令部一課部員であり、それまでルソン島や中国大陸方面における日本軍作戦計画の立案に携わり、現地調査の経験もあった。当時の軍令部は、将来における対米作戦において基地航空部隊・潜水戦隊・水雷戦隊の活用を検討していた。第十二戦隊の主任務は、南洋諸島の水陸飛行場適地・艦隊泊地の適地を調査することであった。
1937年（昭和12年）1月20日、沖島艦長は佐藤波蔵大佐から安住義一大佐（大湊防備隊司令、兵39期）に交代する。1月28日、第十二戦隊（沖島、神威、朝凪、夕凪）は横須賀を出撃。第十二戦隊はサイパン島やトラック諸島、クェゼリン環礁、西部ニューギニアに至るまで、七か月におよぶ長期航海を実施した。7月10日、伊勢湾に到着した。南洋諸島の調査終了時、既に支那事変が勃発していた。第十二戦隊は7月28日附で第三艦隊に編入される。8月20日、多度津を出発して中国大陸方面に進出した。
8月27日、日本海軍は水上機母艦「神威」と第28駆逐隊（朝凪、夕凪）により、再び第三航空戦隊（司令官寺田幸吉大佐）を編制する。本艦は中国大陸沿岸部で行動しており、揚子江沿岸ではイギリス海軍に写真を撮影されている。12月1日、旧第十二戦隊は解隊された（第十二戦隊司令官宮田義一少将は海軍砲術学校長へ転任）。また安住義一大佐（沖島艦長）は大阪地方海軍人事部長へ転任。富沢不二彦大佐（海軍省教育局局員）が沖島艦長に補職された。同日附で「沖島」は第四艦隊麾下の第十二戦隊（旗艦「足柄」）に編入され、内地と旅順港等を往復しながら、引き続き北支方面で行動する。
1938年（昭和13年）2月4日、第四艦隊司令長官豊田副武中将は第四艦隊旗艦を重巡洋艦「足柄」から「沖島」に変更する。4月11日まで、「沖島」は第四艦隊旗艦を務めた。11月3日、漢口攻略（武漢作戦）にともない、支那方面艦隊司令長官及川古志郎中将は「沖島」に座乗し遡江部隊（W作戦部隊）の閲艇式に臨んだ。12月15日、富沢不二彦大佐（沖島艦長）は横須賀防備隊司令へ転任。第12駆逐隊司令平塚四郎大佐（駆逐艦深雪沈没時の電艦長）が沖島艦長となる。12月18日、本艦は横須賀に到着。12月19日、「沖島」は駆逐艦「電」より横須賀防備隊旗艦を引き継いだ。
1939年（昭和14年）6月、日本海軍は航空基地建設を前提としたマーシャル諸島（中部太平洋諸島）の調査を実施する。横須賀防備隊司令官堀内茂礼少将（兵39期）指揮下、建築技師や測量隊は横須賀防備隊（敷設艦〈沖島〉、第6駆逐隊〈雷、電〉）と輸送船2隻（衣笠丸、南拓丸）各艦に分乗し、6月22日に横須賀を出発。8月24日、横須賀に到着した。
9月1日、第十三戦隊の解隊にともない第十三戦隊残務処理事務所を「沖島」に設置。その後も、たびたび横須賀防備戦隊旗艦を務めた。11月15日、平塚四郎大佐（沖島艦長）は軽巡洋艦「球磨」艦長へ転任（後日、終戦時の空母天城艦長）。海軍大学校教官中村勝平大佐が、平塚の後任として沖島艦長に任命される。
1940年（昭和15年）前半もおおむね横須賀に停泊しており、横須賀防備戦隊旗艦となる事もあった。3月22日、中村勝平大佐（沖島艦長）は軍令部出仕となり、敷設艦厳島艦長高橋一松大佐（駆逐艦暁初代艦長等を歴任）が厳島艦長と沖島艦長を兼務する。4月15日、小畑長左衛門大佐が沖島艦長に任命され、高橋一松大佐（厳島艦長）は兼務を解かれた。10月11日、横浜港沖で行われた紀元二千六百年特別観艦式に参加。10月15日、艦長小畑大佐は重巡熊野艦長へ転任。小豆沢成大佐（特務艦鶴見艦長。昭和15年6月20日から8月1日）が沖島艦長となる。11月15日附で日本海軍は第十九戦隊を編成する（司令官志摩清英少将。旗艦「沖島」）。本艦は第十九戦隊に編入。志摩司令官は第十九戦隊旗艦を「沖島」に指定した。

### 太平洋戦争
1941年（昭和16年）1月12日、横須賀を出撃して南洋方面に出動。この後、横須賀とトラック泊地を往復しながら南洋方面で行動した。「沖島」は8月29日に横須賀を出港し、9月6日にトラック泊地着。9月10日、「沖島」機雷長も山下達喜少佐から志垣郁雄大尉（第9号掃海艇長）に交代。9月12日、敷設艦「八重山」艦長能美実大佐が「沖島」艦長に補職。小豆沢大佐は9月25日より第1砲艦隊司令となった。
太平洋戦争緒戦では「沖島」は南洋部隊のハウランド方面攻撃支援隊旗艦としてギルバート諸島攻略に従事した。
ハウランド方面攻撃支援隊の「沖島」、「天洋丸」、「朝凪」、「夕凪」は11月29日にトラックを出発し、12月3日にヤルートに到着。12月5日に「沖島」は第五十一警備隊の陸戦隊1個中隊を乗せ、12月8日に攻撃支援隊はヤルートから出撃した。「沖島」は「天洋丸」、「長田丸」と共にマキンへ向かい、12月10日にマキン島に陸戦隊を上陸させ占領した。12月11日には「沖島」はビカチ島、小マキン島に陸戦隊を上陸させた。一方、「朝凪」と「夕凪」はタラワを占領した。攻略完了後「天洋丸」、「朝凪」と「夕凪」はウェーク島攻略部隊に編入されてヤルートへ向かい、一方敷設艦「津軽」と駆逐艦「朧」がハウランド方面攻撃支援隊に編入され12月22日にマキンに到着した。「沖島」はマキンで航空隊の基地設営への協力、搭載機による哨戒、礁内の水深調査などを行なった。「沖島」は12月24日にマキンを出港し、同日アパイアン島掃蕩を行なった後12月26日にヤルートに到着。同日、ハウランド方面攻撃支援隊の編制が解かれた。12月28日に「津軽」もヤルートに到着し、「沖島」と「津軽」は12月28日にトラックへ向けて出港。1942年1月1日にトラックに到着した。
続いて「沖島」はR方面攻略部隊本隊の旗艦としてラバウル攻略に参加した。R攻略部隊本隊は第十九戦隊の「沖島」、「津軽」、「天洋丸」、「最上川丸」や第六水雷戦隊（「夕張」、第二十九駆逐隊、第三十駆逐隊）、「金剛丸」などからなっていた。ラバウル攻略に従事する陸軍の南海支隊はグアム島攻略を行なった後同島に留まっており、陸軍との訓練を行うためR攻略部隊指揮官は「沖島」と「金剛丸」を率いてトラックからグアムへ向かった。トラックからは1月8日に出発し、1月10日にグアムに到着。1月14日、R攻略部隊本隊は南海支隊の船団を護衛してグアムから出撃した。R攻略部隊本隊の一部（「夕張」、第二十九駆逐隊など）はトラックから出撃してメレヨン島の東で合流した。1月22日にラバウル港外に到着し、ラバウルを攻略。2月1日0時でR攻略部隊の編制は解かれて「沖島」は主隊に編入され、トラックに引き揚げた。
2月以降、アメリカ軍の機動部隊によるマーシャル・ギルバート諸島機動空襲等に対して、本艦は南洋部隊麾下各艦（旗艦〈鹿島〉、第六戦隊〈青葉、加古、衣笠、古鷹〉、空母〈祥鳳〉）等と共に警戒・迎撃任務に従事した。2月20日、ラバウル方面に米空母レキシントン（USS Lexington, CV-2）を基幹とする機動部隊（指揮官ウィルソン・ブラウン中将）が出現した（ニューギニア沖海戦）。これを迎撃するため、井上長官は指揮下艦船（鹿島、沖島）および第六戦隊、第十八戦隊（天龍、龍田）を率いてトラック泊地を出撃した。22日、パラオへ回航中だった祥鳳隊（祥鳳、帆風）も合同する。だが米機動部隊（レキシントン）が退避したため、各隊は戦果なく23日にトラック泊地に戻った。
3月初め、トラックからラバウルへ向かっていた補給船「第二海城丸」が行方不明となり、「沖島」と駆逐艦1隻が3月6日、7日に捜索を行った。
4月25日、南洋部隊の作戦方針に従い、志摩（第十九戦隊司令官）はナウル・ギルバート諸島攻略命令を発令した。同作戦に先立ち、第十九戦隊はツラギ攻略（フロリダ諸島）を実施する。ツラギ攻略部隊（指揮官志摩少将、旗艦沖島）は4月30日にラバウルを出撃。5月3日、南洋部隊各部隊の支援を受けてツラギの占領に成功。5月4日、ツラギはフランク・J・フレッチャー司令官率いるアメリカ空母ヨークタウン搭載機の攻撃を受けた。最初の空襲で睦月型駆逐艦9番艦「菊月」（第23駆逐隊）が損傷して擱座（その後、沈没）、本艦は駆逐艦「夕月」とともに出港してサボ島北方へ避退した。続く空襲で「沖島」も爆撃機による攻撃を受けたが被害は軽微であった。米軍側（ヨークタウン）はのべ60機以上の艦載機を投入し大量の弾薬を消費（魚雷22本、1,000ポンド爆弾76発、50口径機銃1万2,570発、30口径機銃7,095発）、対空砲火で3機を喪失、巡洋艦3隻を含む日本艦隊14隻撃沈もしくは大破という推測とは裏腹に、チェスター・ニミッツ太平洋艦隊司令長官を失望させることになった。5月5日、「沖島」はツラギに戻ると菊月乗員や重要書類を収容し、それからラバウルへと向かった。5月7日午前9時頃ラバウルに帰投し、応急修理を受けた。

### 沈没
珊瑚海海戦後の5月10日17時、志摩司令官が指揮する「RY」攻略部隊（沖島、金龍丸、高瑞丸、第23駆逐隊〈卯月、夕月〉）は順次ラバウルを出撃、ナウルおよびオーシャン攻略（RY作戦）に向かった。本来は「菊月」が参加する予定だったが、前述のようにツラギ島で沈没したため、代艦として23駆僚艦の駆逐艦「卯月」が攻略部隊に編入された。日本艦隊は、出撃直後から米軍哨戒機に発見されていたという。
5月11日早朝、志摩司令官は沖島以下5隻に第一警戒航行序列（沖島、金龍丸、高瑞丸の単縦陣、左右に卯月と夕月を配置）を発令。0345、船団の先頭に立つため取舵に転舵した直後の0347、ブカ島（パプアニューギニア）クインカロラ沖合で沖島左舷中部に敵潜水艦が発射した魚雷2本が命中した。アメリカ潜水艦S-42は魚雷4本を発射し、3本命中を確認、護衛艦（卯月、夕月）の反撃を受けて離脱していった。これはパナマからブリスベンに進出した第42任務部隊の最初の戦果であったという。「沖島」は左舷への魚雷2本の命中により機関部を破壊され、重油に引火して大火災となった。電力・蒸気力の喪失により消防・排水ポンプは作動せず、小型人力ポンプ2台による消火と排水作業となった。志摩司令官は5時45分に「沖島」から「夕月」へ移動して旗艦を変更。沖島乗組員は接舷した「金龍丸」に移乗。「高瑞丸」は単艦でクインカロラへ向かい、「金龍丸」は「沖島」を曳航、2隻（夕月、卯月）護衛下でクインカロラ港（ブカ島）へ向かう。RY攻略部隊指揮官（志摩司令官）の報告を受けた南洋部隊指揮官井上成美第四艦隊司令長官（鹿島座乗）は、麾下の巡洋艦や駆逐隊に沖島救援命令を出した。ショートランド諸島周辺で行動中の第十八戦隊（天龍、龍田）と第30駆逐隊（睦月、望月）等およびMO機動部隊として行動中の重巡洋艦「加古」（第六戦隊所属）は、それぞれ沖島救援に向かった（加古到着は12日）。
第十八戦隊司令官丸茂邦則少将以下、沖島救援部隊合流後、「夕月」は夜間入泊準備のため先行。18時30分（17時25分とも）、「金龍丸」がクインカロラ港口で座礁した。なお、当時「金龍丸」艦橋にいた谷浦（海軍大尉）によれば、「金龍丸」は座礁を避けたが曳航されていた「沖島」は止まれずに座礁したと回想している。「金龍丸」は離礁に成功したが、沖島曳航作業は中止され、各艦は夜明けを待った。5月12日0500、駆逐艦「睦月」により「沖島」の曳航が再開されたが、鎮火したと思われた火災が再びひどくなり、6時47-48分にクインカロラ近海で沈没した。推定水深500メートル以上。戦死43名（十九戦隊司令部1名を含む）、重軽傷69名（司令部・臨時乗組み含む）と記録されている。
また「沖島」救援のため派遣されていた工作船「松栄丸」（松岡汽船、5,644トン）も、ラバウルへ帰投中の午後2時30分、セント・ジョージ岬（ニューアイルランド島）南44度西9浬地点においてアメリカ潜水艦S-44の雷撃で撃沈された。
沖島沈没と前後して、南洋部隊（井上第四艦隊長官）は軽巡龍田と敷設艦津軽をRY攻略部隊に編入。沖島沈没後の5月12日午前11時、第十九戦隊旗艦は「夕月」から「津軽」に変更（沖島の御真影と勅諭も津軽に奉安）。沖島生存者は「金龍丸」に便乗した。その後、RY攻略作戦中止により各艦・各部隊はトラック泊地に帰投。沖島生存者は「津軽」に便乗して内地に帰投した。
同年5月25日、2隻（敷設艦〈沖島〉、駆逐艦〈菊月〉）は軍艦籍および駆逐艦籍、艦艇類別等級表より除籍。能美大佐（沖島艦長）も横須賀鎮守府附となった。6月5日、横須賀海軍通信隊に沖島残務整理事務所（能美部隊）を設置する。7月5日、沖島残務処理事務所を撤去。

## 歴代艦長
※『艦長たちの軍艦史』204-205頁、『日本海軍史』第9巻・第10巻の「将官履歴」に基づく。

### 艤装員長
- 佐藤波蔵 大佐：1935年11月15日[67] - 1936年9月30日[70]

### 艦長
- 佐藤波蔵 大佐：1936年9月30日[70] - 1937年1月18日[75]
- 安住義一 大佐：1937年1月18日[75] - 1937年12月1日[84]
- 富沢不二彦 大佐：1937年12月1日[84] - 1938年12月15日[90]
- 平塚四郎 大佐：1938年12月15日[90] - 1939年11月15日[97]
- 中村勝平 大佐：1939年11月15日[97] - 1940年3月22日[101]
- （兼）高橋一松 大佐：1940年3月22日[101] - 1940年4月15日[102]
- 小畑長左衛門 大佐：1940年4月15日[102] - 1940年10月15日[104]
- 小豆沢成 大佐：1940年10月15日[104] - 1941年9月12日[110]
- 能美実 大佐：1941年9月12日[110] - 1942年5月25日[185]